# オジロオナガフウチョウ
オジロオナガフウチョウ （学名：Astrapia mayeri）は、スズメ目フウチョウ科に分類される鳥類の一種。